# Globibuninae
Sous-famille
Les Globibuninae sont une sous-famille d'opilions laniatores de la famille des Agoristenidae.

## Distribution
Les espèces de cette sous-famille se rencontrent dans le Nord de l'Amérique du Sud.

## Liste des genres
Selon World Catalogue of Opiliones (12/07/2021) :
- Globibunus Roewer, 1912
- Rivetinus Roewer, 1914
- Sabanilla Roewer, 1913

## Publication originale
- Kury, 2012 : « First report of the male of Zamora granulata Roewer 1928, with implications on the higher taxonomy of the Zamorinae (Opiliones, Laniatores, Cranaidae). » Zootaxa, no 3546, p. 29–42.